# Synopeas larides
Synopeas larides är en stekelart som först beskrevs av Walker 1836.  Synopeas larides ingår i släktet Synopeas och familjen gallmyggesteklar. Inga underarter finns listade i Catalogue of Life.